# چه می شد اگر... تی‌چالا استار-لرد می‌شد؟
چه می‌شد اگر… تی‌چالا استار-لرد می‌شد؟ (به انگلیسی: What If... T'Challa Became a Star-Lord) دومین قسمت از فصل اول انیمیشن آمریکایی چه می‌شود اگر… ؟ بر اساس مجموعه کمیک مارول به همین نام می‌باشد. این قسمت به بررسی این موضوع می‌پردازد که اگر وقایع فیلم‌های نگهبانان کهکشان (۲۰۱۴) و پلنگ سیاه (۲۰۱۸) از دنیای سینمایی مارول (MCU) به گونه‌ای متفاوت اتفاق می‌افتاد که در آن، یاندو و راویجرها به‌جای پیتر کوییل، تی‌چالای جوان را می‌دزدیدند، چه اتفاقی می‌افتاد. داستان این قسمت توسط متیو چانسی نوشته شده و برایان اندروز کارگردانی آن را بر عهده داشته است.
جفری رایت این قسمت را به عنوان ناظر روایت می‌کند و در این قسمت در کنار وی، چادویک بوزمن، مایکل روکر، جاش برولین، کارن گیلان، بنیسیو دل تورو، کرت راسل، افلیا لاویبوند، کری کون، شان گان، جایمن هانسو، کریس سالیوان، ست گرین، تام واوگون لاولور و دانای گوریرا هم به صداپیشگی پرداخته‌اند. این قسمت به چادویک بوزمن که در ۲۸ اوت ۲۰۲۰ درگذشت، تقدیم شده است.
این قسمت در ۱۸ اوت ۲۰۲۱ در دیزنی پلاس منتشر شد. منتقدان دریافتند که این اپیزود نسبت به قسمت اول، پیشرفت کرده است و پیش‌فرض، طرح سرقت و تغییرات ایجاد شده در شخصیت‌های موجود دنیای سینمایی مارول (MCU) مانند تانوس را تحسین کردند. اجرای چادویک بوزمن و جاش برولین نیز مورد تحسین قرار گرفت و بوزمن پس از مرگش، برندهٔ جوایز امی ساعات پربیننده برای اجرای خود شد.